# Spielberg (Austria)
Spielberg bei Knittelfeld es una ciudad situada en el Distrito Murtal, el cual es parte de Estiria, Austria. Además, es conocida por albergar el circuito Red Bull Ring.

## General
La ciudad de Spielberg, la cual tiene una población aproximada de 5000 habitantes, está situada al norte de río Mura, en el este de Aichfeld, entre las ciudades de Zeltweg y Knittelfeld. Desde 1986, Spielberg era una Marktgemeinde (ciudad comercial en español), hasta el 1 de octubre de 2009, cuando se convirtió en una Stadtgemeinde (ciudad, en español). Dentro del distrito, se encuentra tanto zonas urbanas como rurales.

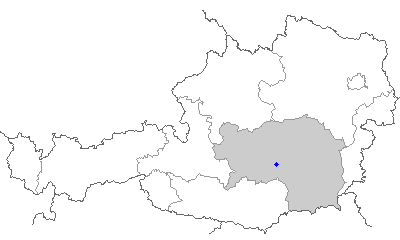
Ubicación de Spielberg en el mapa de Austria.